# Jean de Seyssel (prieur)
Pour les autres membres de la famille, voir Maison de Seyssel.
Jean de Seyssel est un prieur bénédictin du XIVe siècle, issu de la famille seigneuriale de Seyssel.

## Biographie
Jean est le second fils d'Aymar, seigneur puis baron de Seyssel et de sa première épouse Éléonore de Clermont.
Il succède, à un jeune âge, en 1382 à Henri de Sévery à la tête du prieuré clunisien de Romainmôtier, dignité qu'il occupa pendant cinquante ans jusqu'à sa mort en 1432. Il eut une importante action administrative et contribua au redressement financier du monastère. Il est inhumé sous le grand autel à proximité du monument funéraire qu'il fit ériger vers 1410-1415 dans le chœur de l'église, probablement par l'atelier genevois du sculpteur Jean Prindale. Sa sœur Bonne de Seyssel, veuve de Galois de Viry, fit peindre à la droite de ce tombeau une peinture murale, laquelle fut complétée par le prieur qui s'y fit représenter en prière avec un moine de sa famille. Jean de Seyssel poursuivit le chantier de reconstruction du cloître, confié au sculpteur Guillaume de Calesio, et dota également le couvent de stalles qui portent ses armoiries.

Tombeau de Jean de Seyssel, vue d'ensemble.

Jean de Seyssel meurt probablement au cours de l'année 1432, après le 19 mars. Son corps est déposé sous le grand autel de l'abbatiale. Sa sépulture est attribuée à Jean Prindale.

### Liens
- Notices d'autorité :   - VIAF
  - GND
- Notice dans un dictionnaire ou une encyclopédie généraliste :   - Dictionnaire historique de la Suisse
- Tombeau de Jean de Seyssel sur romainmotier2010.ch